# Selbstwendefock

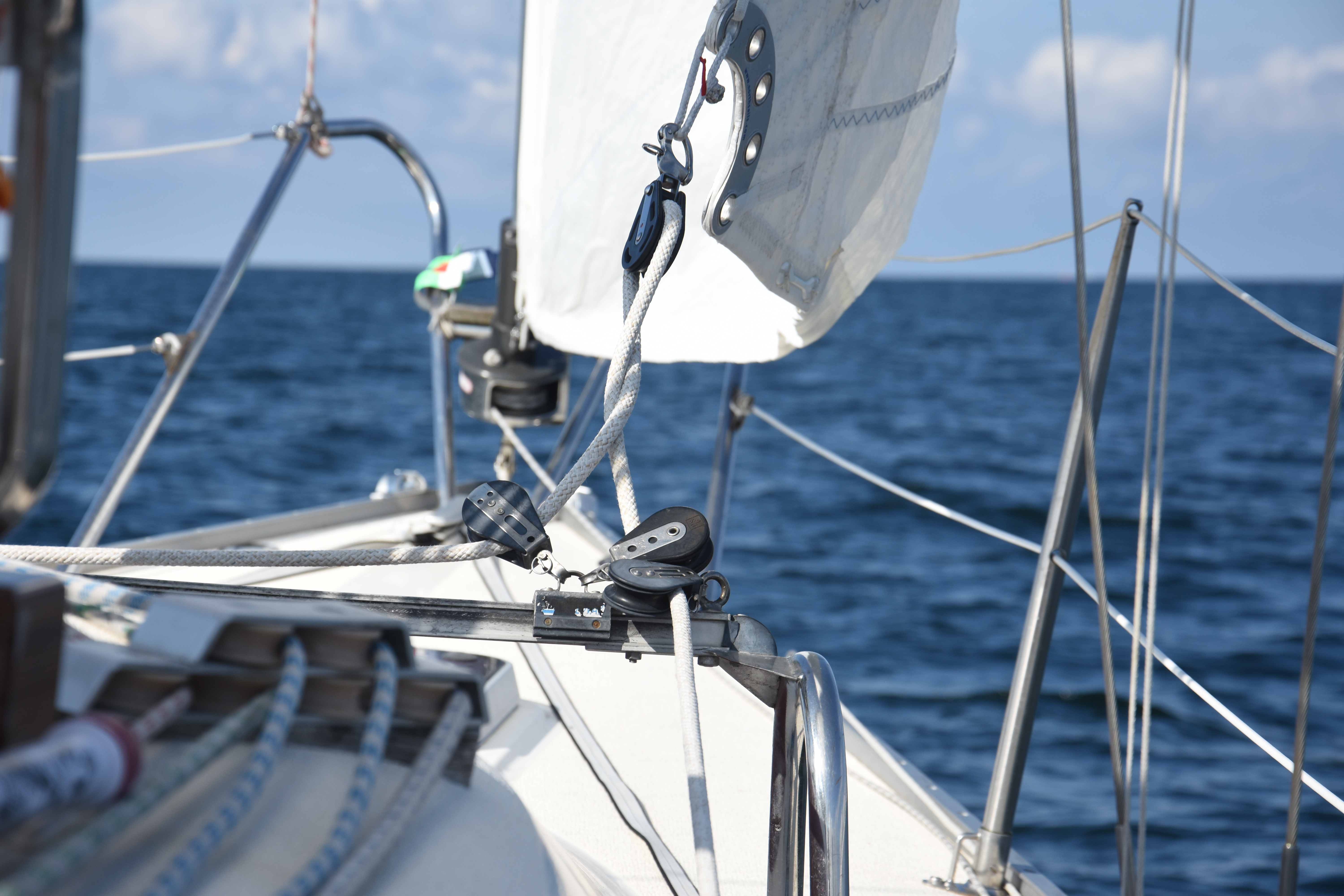
Selbstwendeschiene mit angeschlagenem Segel, umlaufende Schot. Der Schlitten mit den zwei Blöcken unten bewegt sich bei einer Wende oder Halse selbstständig auf die andere Bootsseite

Eine Selbstwendefock ist ein Vorsegel auf Segelbooten, das bei einer Wende keine Bedienung der Vorschot durch die Crew erfordert.

## Vorteile
Dadurch kann sich die Crew während der Wende um andere Aktionen, wie die Verlagerung ihres Gewichts auf die andere Seite des Bootes, kümmern. Dies ist insbesondere bei Skiffs mit breiten Auslegern wie dem 49er wichtig, auf denen die Mannschaft während der Wende große Distanzen überwinden muss. Gelingt die Gewichtsverlagerung nicht schnell genug, kentern derartige Boote leicht.

## Die Funktionsweise einer Selbstwendefock
Bei Selbstwendesegeln handelt es sich – abgesehen vom Großsegel – immer um eine Fock und nie um eine Genua; sie überlappt den Mast also nicht. Das Achterliek einer Fock kann sich deswegen bei einer Wende frei von einer Seite des Bootes auf die andere bewegen.
Es sind zwei Bauarten üblich:
- Die (einzelne) Fockschot führt nicht direkt in die Plicht, sondern ist durch Rollen umgelenkt. Eine erste Rolle ist beweglich auf einer gebogenen Leitschiene vor dem Mast montiert. Von dort wird die Vorschot entweder nach vorne zu einer Umlenkrolle nahe der Bugspitze oder nach oben zu einer Umlenkrolle am Mast geführt, um dann nach hinten ins Cockpit zu laufen, wo sie vom Vorschoter bedient werden kann.
- Die Fockschot ist umlaufend und führt von der einen Winsch über einen Block auf der Leitschiene zum Segel, wird dort umgelenkt und führt auf der anderen Seite zur anderen Fockwinsch. Dadurch lässt sich das Segel sowohl von der Luv- als auch von der Leewinsch aus dichtholen oder lösen (Siehe Bild).

Zum Anluven und Abfallen wird die Vorschot einer Selbstwendefock wie die Schot anderer Focken bedient. Zur einfacheren Kontrolle der Unterliekspannung wird oft ein Fockbaum benutzt.